# Perdasdefogu
Perdasdefogu (en sardo: Foghesu) es un municipio de Italia de 2.331 habitantes en la provincia de Nuoro, región de Cerdeña. Está situado a unos 60 km al norte de Cagliari y a 35 km al suroeste de Tortolì.

## Evolución demográfica
| Gráfica de evolución demográfica de Perdasdefogu entre 1861 y 2001 |
|                                                                    |
| Fuente ISTAT - Elaboración gráfica de Wikipedia                    |